# Dactylochelifer spasskyi
Dactylochelifer spasskyi är en spindeldjursart som beskrevs av Vladimir V. Redikorzev 1949. Dactylochelifer spasskyi ingår i släktet Dactylochelifer och familjen tvåögonklokrypare. Inga underarter finns listade i Catalogue of Life.